# Санта-Фе (провінція)
Санта-Фе (ісп. Santa Fe — «свята віра») — провінція Аргентини, розташована на центральному сході країни. Її столиця — місто Санта-Фе. Межує з провінціями Чако на півночі, Коррієнтес і Ентре-Ріос на сході, Буенос-Айрес на півдні, і Сантьяго-дель-Естеро та Кордова на заході.

## Географія

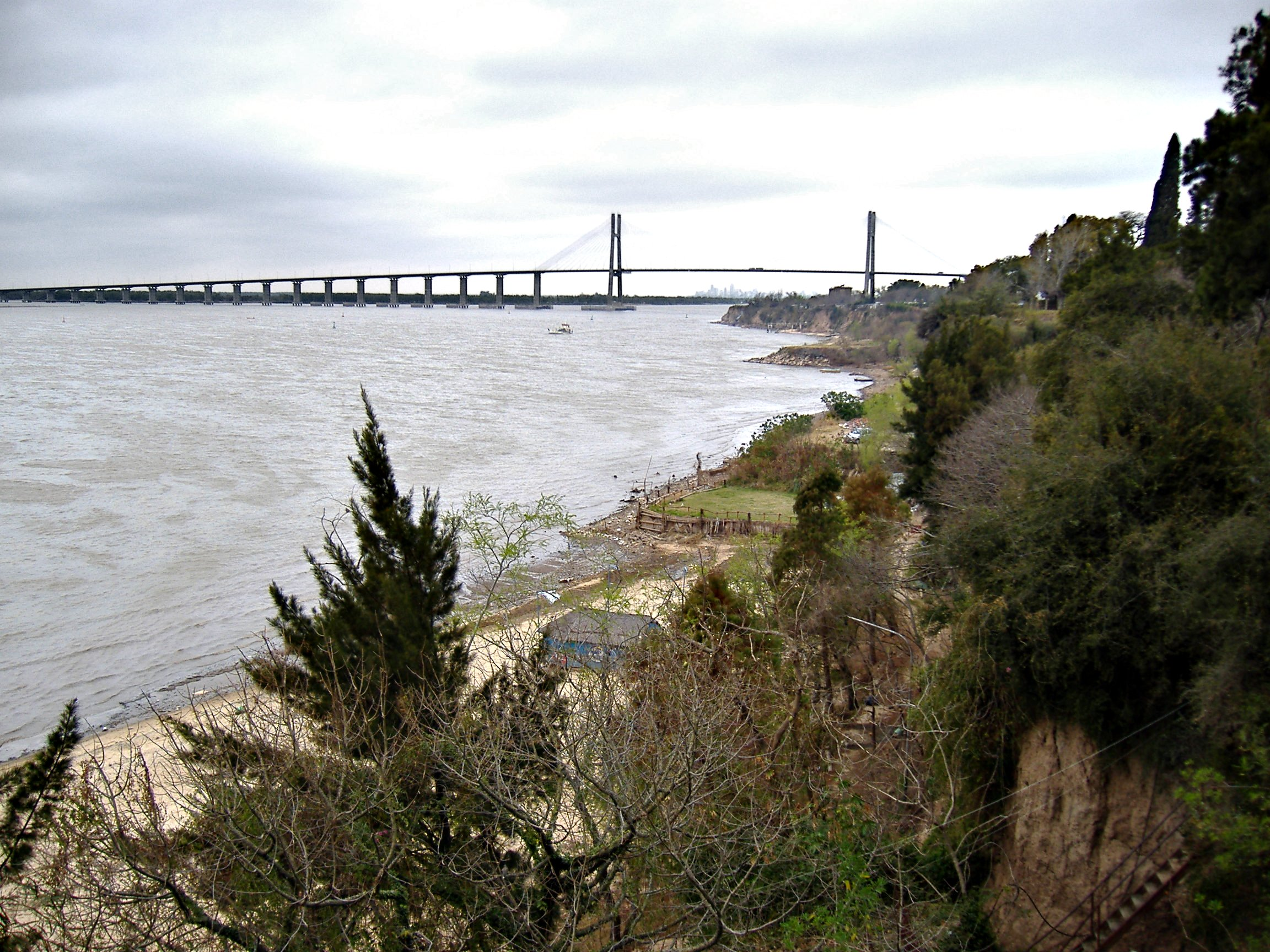
Парана

Більшість території провінції Санта-Фе рівнинна. На півдні знаходиться природна зона Пампа, а на півночі — Чако. Найвища точка провінції має висоту 143,5 м.
Найважливішою річкою і природним кордоном провінції є Парана. Також важливі річки Ріо-Саладо, Каркаранья, Сан-Хав'єр і Тапенага. Найбільшими озерами є Ла-Пікаса, Мелінке, Сетубаль, Ла-Сорайда.
Клімат провінції помірний. Північна частина (Чако) має середню річну температуру 21 °C і кількість опадів 800-1100 мм. Південна частина провінції (Пампа) має середню рівну температуру 17 °C і кількість опадів 944 мм. Кількість опадів в обох випадках знижується зі сходу на захід. Переважають північні (Памперо), північно-східні, південно-східні і південно-західні вітри (Судестада).

## Історія

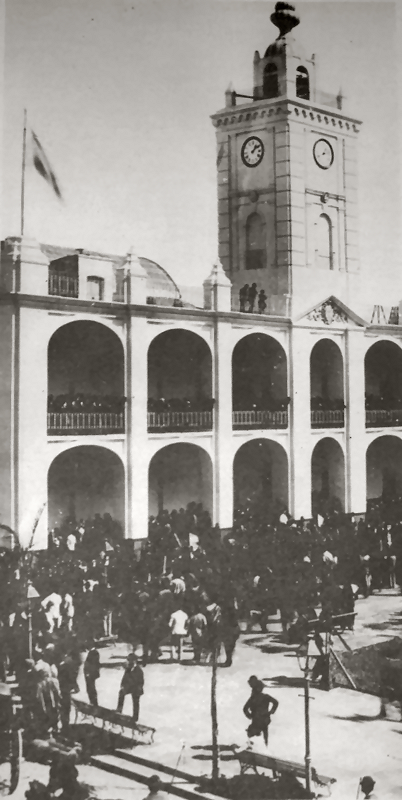
Ратуша Санта-Фе у XIX ст.

Корінними мешканцями земель, на яких зараз знаходиться провінція Санта-Фе, були індіанці тоба, тімбу, мокові, пілага, гвайкуру, кілоаса і гуарані.
Першим європейцем, який побував у цій місцевості, був Себастьян Кабот 1527 року. Він заснував біля злиття рік Парана і Каркарана фортецю Санкті-Спіріту, яка була згодом зруйнована індіанцями.
15 листопада 1573 року Хуан де Гарай заснував місто Санта-Фе. Гарай також став першим губернатором регіону Санта-Фе. 26 квітня 1588 року було встановлено кордони губернаторства Санта-Фе з Коррієнтесом, Сантьяго-дель-Естеро, Кордовою і Буенос-Айресом.
Королівським указом від 16 грудня 1617 року Санта-Фе було включено до складу губернаторства Ріо-де-ла-Плата.
12 серпня 1776 року було створене віце-королівство Ріо-де-ла-Плата. Санта-Фе опинився у складі інтендантства Буенос-Айрес під владою зазначеного віце-королівства.
Після Травневої революції 1810 року Санта-Фе продовжував залежати від Буенос-Айреса до 26 квітня 1815 року, коли було обрано першого губернатора провінції.

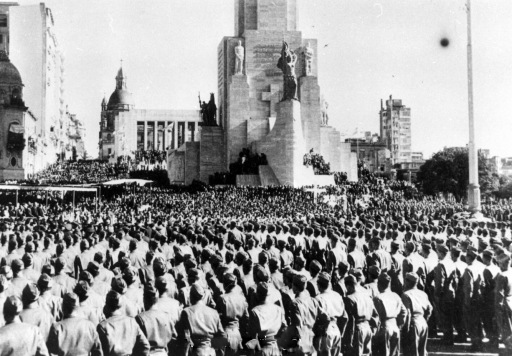
Монумент аргентинському прапору в Росаріо

27 лютого 1812 року у місті Росаріо вперше було піднято прапор Аргентини.
27 серпня 1815 року губернатор провінції Санта-Фе помер. Вже 2 вересня було відновлено залежність провінції від Буенос-Айреса. 2 березня 1816 року столицю Санта-Фе захопили Мар'яно Вера й Естаніслао Лопес, оголосивши про автономію провінції. 10 травня Вера став губернатором Санта-Фе, а Лопес — командувачем армії. 28 травня автономію визнав уряд провінції Буенос-Айрес, визначивши також межі між ними. 1818 року було затверджено конституцію провінції.
Після смерті Естаніслао Лопеса 1838 року губернатором став Домінго Кульєн. Оскільки він був потенційний конкурентом губернатора Буенос-Айреса, Хуан Мануель де Росас його розстріляв, призначивши губернатором Санта-Фе Хуана Пабло Лопеса. 1 травня 1853 року Лопес затвердив нову конституцію провінції. У грудні 1851 року провінцію було звільнено військом Хусто Хосе де Уркіси.
Законом від 26 жовтня 1883 року кількість департаментів Санта-Фе було збільшено з 4 до 9.

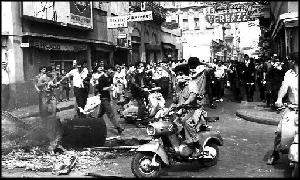
Заворушення у Росаріо

13 листопада 1886 року було прийнято конвенцію про остаточне встановлення кордонів з провінціями Буенос-Айрес, Сантьяго-дель-Естеро і Чако.
Законом від 31 грудня 1890 року кількість департаментів Санта-Фе було збільшено до 18. 30 жовтня 1907 року було створено останній, 19-й департамент.
У часи правління Перона провінція Санта-Фе набула надзвичайної ваги у політиці. 1969 року у містах Росаріо і Санта-Фе відбулися великі громадські заворушення і виступи проти диктатури Онганії.
5 вересня 1979 року було встановлено водні кордони провінції по річці Парана, завдяки чому під юрисдикцію Санта-Фе потрапили острови Пахарос, Пелада, Ларга, Ла-Пасьєнсьйа та інші.

## Економіка

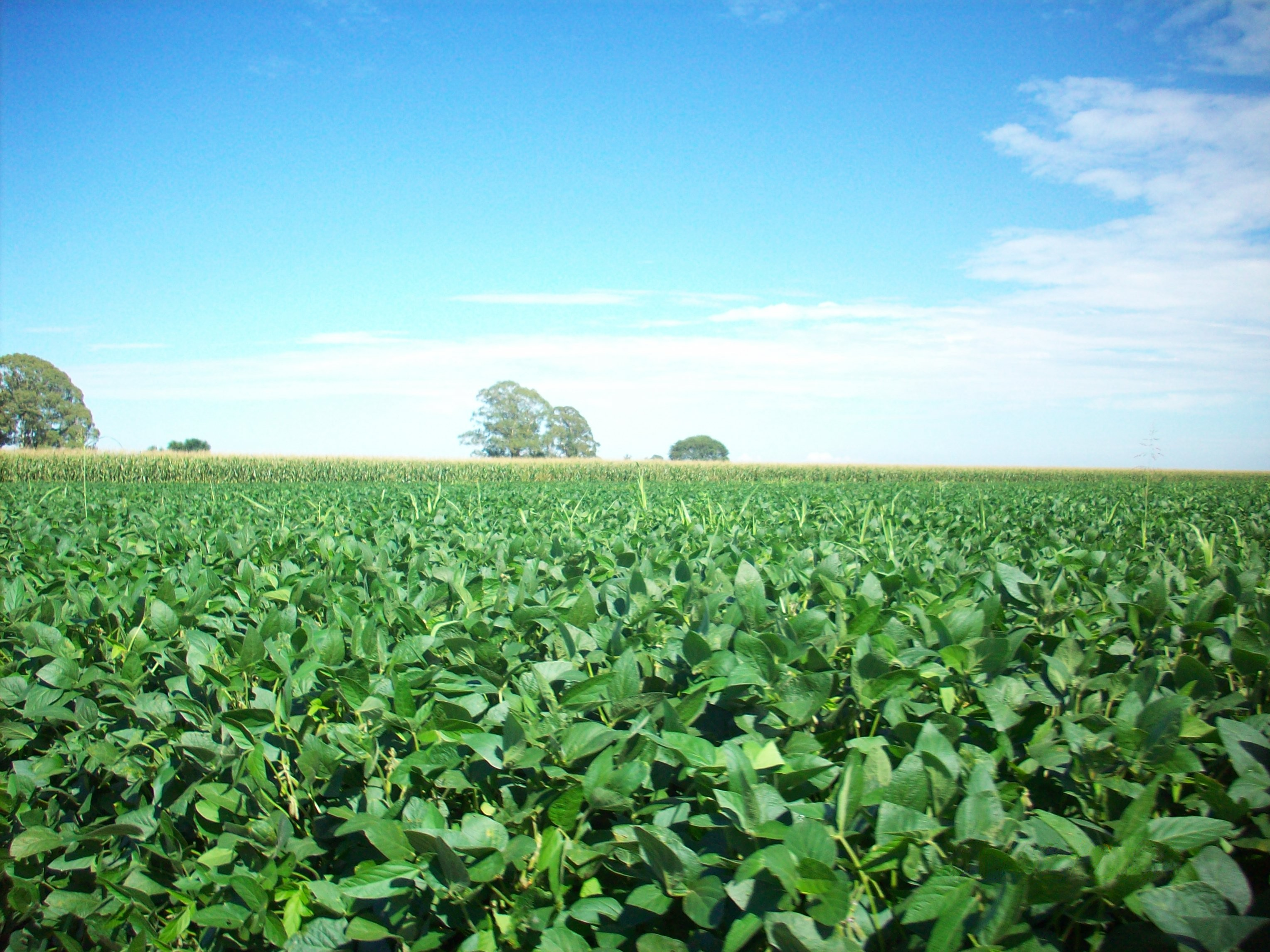
Вирощування сої

Санта-Фе — одна з економічно найрозвиненіших провінцій Аргентини. ВВП провінції за 2006 рік становив 27,8 млрд. доларів США, що становить 7,24 % національного ВВП. Санта-Фе також є другою серед провінцій Аргентини за рівнем експорту, на 2009 рік він склав 12,2 млн доларів. Основними галузями прибутку провінції є сільське господарство, металургія, хімія, машинобудування.
Основними сільськогосподарськими культурами є соя, соняшник і кукурудза. Є посіви пшениці і сорго. Санта-Фе є другим виробником пшениці в Аргентині після провінції Буенос-Айрес. Також вирощується суниця і картопля. Скотарство найбільше розвинене на півночі провінції. Важливе значення має бджільництво, продукція якого йде на експорт.
Найрозвиненішими галузями промисловості Санта-Фе є харчова (олійна, борошномельна, м'ясо-молочна), металургійна, хімічна, машинобудівна (сільськогосподарська техніка, побутова техніка).
Добре розвинута сфера послуг.

## Освіта
| Освіта у провінції Санта-Фе (2009) | Освіта у провінції Санта-Фе (2009) | Освіта у провінції Санта-Фе (2009) | Освіта у провінції Санта-Фе (2009) |
| Рівень                             | Навчальних закладів                | Учнів                              | Працівників                        |
| ---------------------------------- | ---------------------------------- | ---------------------------------- | ---------------------------------- |
| Дошкільні                          | 1 336                              | 110 210                            | 6 790                              |
| - державні                         | 1 049                              | 73 136                             | 4 431                              |
| - приватні                         | 287                                | 37 074                             | 2 359                              |
| Початкові                          | 1 570                              | 342 879                            | 28 441                             |
| - державні                         | 1 293                              | 252 995                            | 21 836                             |
| - приватні                         | 277                                | 89 884                             | 6 605                              |
| Середні                            | 766                                | 268 810                            | 11 232                             |
| - державні                         | 439                                | 186 300                            | 8 086                              |
| - приватні                         | 327                                | 82 510                             | 3 146                              |
| Вищі                               | 193                                | 53 933                             | 1 642                              |
| - державні                         | 77                                 | 30 376                             | 971                                |
| - приватні                         | 116                                | 23 557                             | 671                                |

## Адміністративно-територіальний поділ
| Бельграно         | Лас-Росас           | 1890 | 44.048    | 2.386  |  |
| Касерос           | Касільда            | 1890 | 79.491    | 3.449  |  |
| Кастельянос       | Рафаела             | 1890 | 181.381   | 6.600  |  |
| Констітусьйон     | Вілья-Констітусьйон | 1890 | 85.483    | 3.225  |  |
| Гарай             | Ельвесья            | 1826 | 20.889    | 3.964  |  |
| Хенераль-Лопес    | Мелінкве            | 1883 | 195.043   | 11.558 |  |
| Хенераль-Облігадо | Реконкіста          | 1890 | 178.711   | 10.928 |  |
| Ірьйондо          | Каньяда-де-Гомес    | 1883 | 66.702    | 3.184  |  |
| Столичний         | Санта-Фе            | 1826 | 521.759   | 3.055  |  |
| Лас-Колоньяс      | Есперанса           | 1883 | 106.761   | 6.439  |  |
| 9 липня           | Тостадо             | 1907 | 29.810    | 16.870 |  |
| Росаріо           | Росаріо             | 1826 | 1.198.528 | 1.890  |  |
| Сан-Крістобаль    | Сан-Крістобаль      | 1890 | 66.623    | 14.850 |  |
| Сан-Хав'єр        | Сан-Хав'єр          | 1883 | 30.668    | 6.929  |  |
| Сан-Херонімо      | Коронда             | 1826 | 80.155    | 4.282  |  |
| Сан-Хусто         | Сан-Хусто           | 1890 | 40.735    | 5.575  |  |
| Сан-Лоренсо       | Сан-Лоренсо         | 1883 | 159.184   | 1.867  |  |
| Сан-Мартін        | Састре              | 1890 | 63.640    | 4.860  |  |
| Вера              | Вера                | 1890 | 51.125    | 21.096 |  |